# Lekwa
Lekwa (officieel Local Municipality of Lekwa) is een gemeente in het Zuid-Afrikaanse district Gert Sibande.
Lekwa ligt in de provincie Mpumalanga en telt 115.662 inwoners.

## Hoofdplaatsen
Het nationaal instituut voor de statistiek, Stats SA, deelt sinds de census 2011 deze gemeente in in 7 zogenaamde hoofdplaatsen (main place):
Lekwa NU • Morgenzon • Sakhile • Sivukile • Standerton • Thuthukani • Tutuka.